# Parathelypteris castanea
Parathelypteris castanea là một loài thực vật có mạch trong họ Thelypteridaceae. Loài này được (Tagawa) Ching mô tả khoa học đầu tiên năm 1963.